# Kusa Vrana
Kusa Vrana (en serbe cyrillique : Куса Врана) est un village de Serbie situé dans la municipalité de Dimitrovgrad, district de Pirot . Au recensement de 2011, il comptait 82 habitants.

## Démographie
| 1948  | 1953  | 1961 | 1971 | 1981 | 1991 | 2002 | 2011 |
| ----- | ----- | ---- | ---- | ---- | ---- | ---- | ---- |
| 1 010 | 1 005 | 830  | 670  | 422  | 279  | 166  | 82   |

|  |